# Caterina Gattilusio
Caterina Gattilusio (en griego: Αικατερίνη Γατελούζου; fallecida en agosto de 1442) fue la segunda esposa de Constantino XI Paleólogo, último emperador bizantino, cuando todavía era déspota de Morea.
Era hija de Dorino de Lesbos y Orietta Doria. En 1440, Caterina se comprometió con Constantino Paleólogo. La crónica de Jorge Frantzés registra que el propio autor llegó a la isla de Lesbos el 6 de diciembre de 1440 para negociar la mano de Caterina.
Al año siguiente, Constantino Paleólogo zarpó hacia Lesbos con Frantzés y Lucas Notaras y, en agosto se celebró el matrimonio en Mitilene. Al año siguiente Constantino Paleólogo zarpó a Morea para reanudar sus funciones. Sin embargo, el matrimonio duró aproximadamente un año: Constantino Paleólogo, al regresar a Constantinopla en julio de 1442, se detuvo en Mitilene para recoger a su consorte y se dirigió a Lemnos donde fue detenido por, como describe Frantzés, «toda la flota turca». Aunque la flota turca partió a los pocos días, Caterina enfermó y sufrió un aborto espontáneo ese agosto. Murió poco después en Paleocastro en Lemnos. Constantino Paleólogo nunca se volvió a casar.  